# Siegfriedova linija
Siegfridova linija (nemško: Siegfriedstellung; znan tudi kot Zahodni zid) je bila 630 km dolga nemška obrambna črta, ki se je raztezala od meje z Nizozemsko pa vse do švicarske meje. Zgrajena je bila v tridesetih letih 20. stoletja kot odgovor na francosko Maginotovo linijo. Sestavljalo jo je več kot 18.000 bunkerjev, tunelov in različnih pehotnih ter tankovskih ovir. Ker ni bila tako močna kot Maginotova linija, so Nemci njene slabosti prikrivali s pomočjo propagande; prav ta je zaveznike spodbudila, da so leta 1944 izvedli operacijo Market Graden z namenom, da bi linijo obšli in se tako izognili nepotrebnim žrtvam. Zavezniki so linijo dokončno prebili spomladi leta 1945 s hudimi izgubami.